# توني رايت
توني رايت (بالإنجليزية: Tony Wright)‏ هو ممثل بريطاني (وحمل سابقاً جنسية المملكة المتحدة لبريطانيا العظمى وأيرلندا)، ولد في 10 ديسمبر 1925 بلندن في المملكة المتحدة، وتوفي في 7 يونيو 1986 في المملكة المتحدة.

## وصلات خارجية
- توني رايت على موقع IMDb (الإنجليزية)
- توني رايت على موقع قاعدة بيانات الفيلم (الإنجليزية)